# Koń (rzeźba Raymonda Duchampa-Villona)
Koń – rzeźba autorstwa Raymonda Duchampa-Villona z 1914 roku.

## Opis i znaczenie
Dzieło przedstawia końską głowę. Zwielokrotnione i nakładające się na siebie perspektywy, z których kolejne wychodzą z poprzednich dają efekt, jakoby głowa poruszała się w czasie i przestrzeni. Rzeźba przypomina zarówno żywego konia jak i maszynę. Artysta pracował nad nią przez rok w latach 1913-1914. W pierwszych szkicach i wersjach rzeźbiarskich była ona bardziej naturalistyczna, dopiero z czasem koncepcja Duchampa-Villona ewuluowała w stronę mechanicznej hybrydy. Autor wykorzystał w niej m.in. swoje doświadczenia ze służby wojskowej w kawalerii.
Praca powstała pod wpływem intuicjonistycznej filozofii Henriego Bergsona, który postulował niemożliwość naukowego zbadania rzeczywistości, która podlega nieustannej zmianie. Na twórczość Duchampa-Villona miały wpływ także ówczesne trendy artystyczne bohemy z Puteaux, do której sam należał - przedstawienia maszynowe w sztuce (por. Francis Picabia) i zagadnienie ukazania ruchu w statycznym obrazie. Tym drugim interesował się nieco wcześniej jego brat Marcel Duchamp, m.in. w pracy pt. Akt schodzący po schodach nr 2 (1912). Sam autor twierdził, że jego rzeźba ukazuje kilka różnych rytmów końskiego chodu. Wreszcie Koń uchodzi za pierwszą rzeźbę kubistyczną. Już wkrótce po jego powstaniu, dzieło było uważane za przełomowe w dziejach rzeźby. Przełamywało dominujące wówczas, klasyczne formy reprezentowane przez Augusta Rodina. Duchamp-Villon zreinterpretował obecny od antyku pomnik konny i wprowadził tym samym rzeźbę do sztuki współczesnej.
Duchamp-Villon już za życia zdobył sobie uznanie w kręgach artystów i kolekcjonerów sztuki. Jego pozycja utrwaliła się wraz z wystawą indywidualną podczas Salonu Jesiennego w Paryżu w 1919 roku, kiedy to w rok po jego śmierci na froncie I wojny światowej jego bracia, Marcel Duchamp i Jacques Villon pokazali publiczności dziewiętnaście jego prac, w tym Konia. Aż do lat 60. XX wieku to Duchamp-Villon był najbardziej znanym artystą ze swojego rodzeństwa, zanim to nowe pokolenie artystów awangardowych nie odkryło na nowo dadaistycznej twórczości Marcela.
Oryginalna rzeźba z gipsu znajduje się obecnie w Philadelphia Museum of Art, gdzie trafiła w 1999 roku w ramach wymiany ze spadkobiercami Anny Warren Ingersoll.

## Odlewy
W 1920 roku amerykański kolekcjoner John Quinn, dawny protagonista Duchampa-Villona, zakupił gipsowy model rzeźby od wdowy po artyście, Yvonne, za cenę 6 tysięcy franków. Następnie zamówił jej gipsowy odlew. Za życia Quinn zgromadził największą ówcześnie kolekcję sztuki nowoczesnej, która po jego śmierci w 1924 roku uległa rozproszeniu. W 1926 roku Konia nabył, za pośrednictwem Marcela Duchampa (wykonawcy testamentu Quinna) Walter Pach. Ten odsprzedał go w 1949 roku, za cenę 1050 dolarów za pośrednictwem Parke-Bernet Galleries w Nowym Jorku. Nowym nabywcą został Edgar J. Kaufmann Jr. Po śmierci Kaufmanna w 1989 roku jego kolekcja została wyprzedana za pośrednictwem Sotheby’s w Nowym Jorku. W 1990 roku nabył ją Leonard A. Lauder. Od 2013 roku należy do trustu Leonard A. Lauder Cubist Trust, części Metropolitan Museum of Art. Co ciekawe, pierwszy nabywca Konia John Quinn celowo nie przekazał swojej kolekcji MET, ponieważ uważał, że nie interesuje się ono sztuką współczesną.
Kolejne brązowe odlewy wykonali w latach 1930-31 bracia Duchamp i Villon i znajdują się one w takich kolekcjach jak: Muzeum Guggenheima w Nowym Jorku, Museum of Modern Art czy Art Institute of Chicago. Ponadto istnieją też powiększone wersje rzeźby, nazywane Wielkim koniem (fr. Le Cheval Majeur). Wersję o metrowej wysokości mają m.in. Middelheimmuseum w Antwerpii i Tate Gallery w Londynie, zaś 1,5-metrową wersję takie instytucje jak Centre Georges Pompidou i Musée des Beaux-Arts w Rouen (oryginalny odlew gipsowy wykonany w 1966 r. przez Marcela Duchampa).

## Galeria

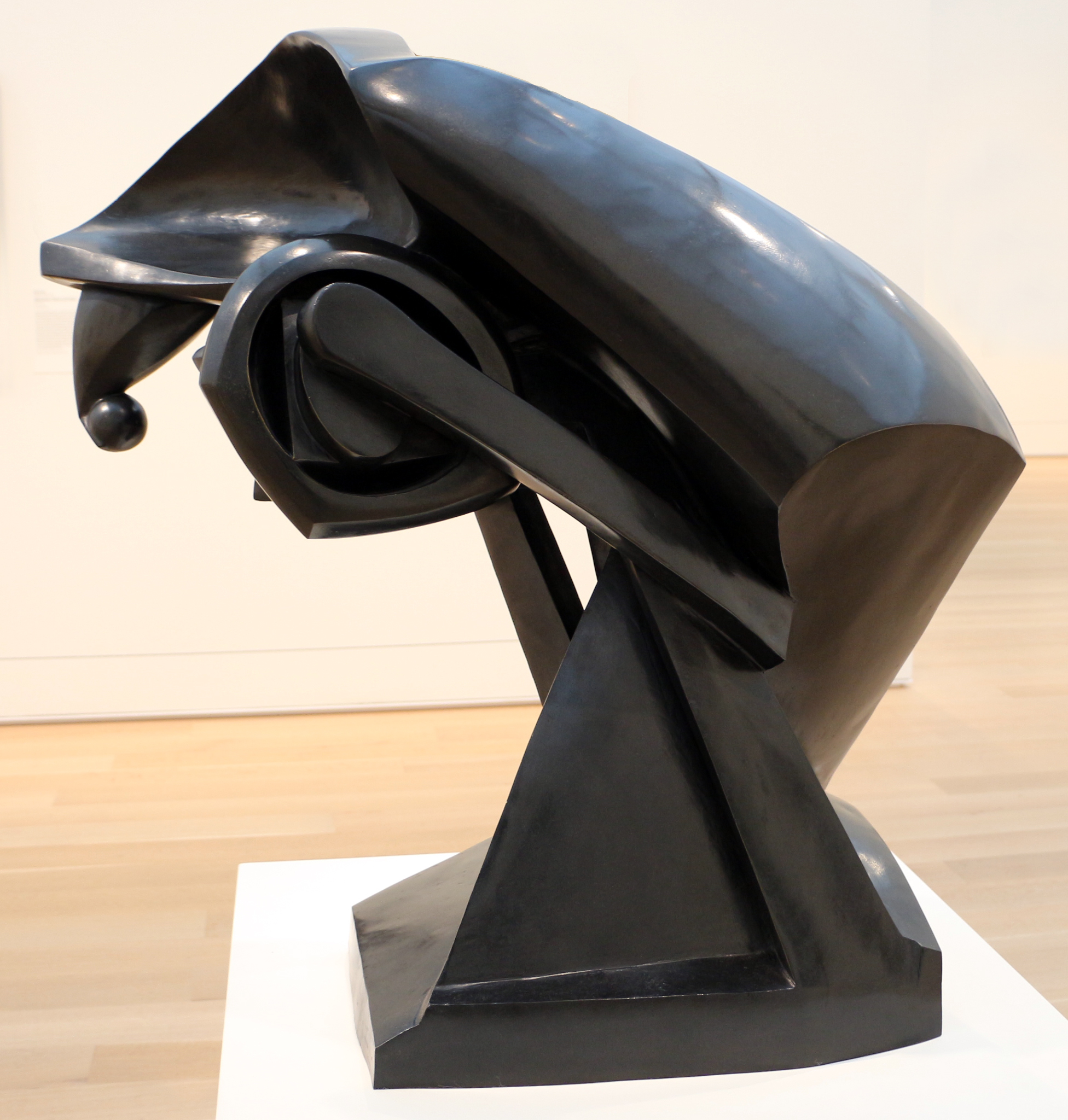
Art Institute of Chicago
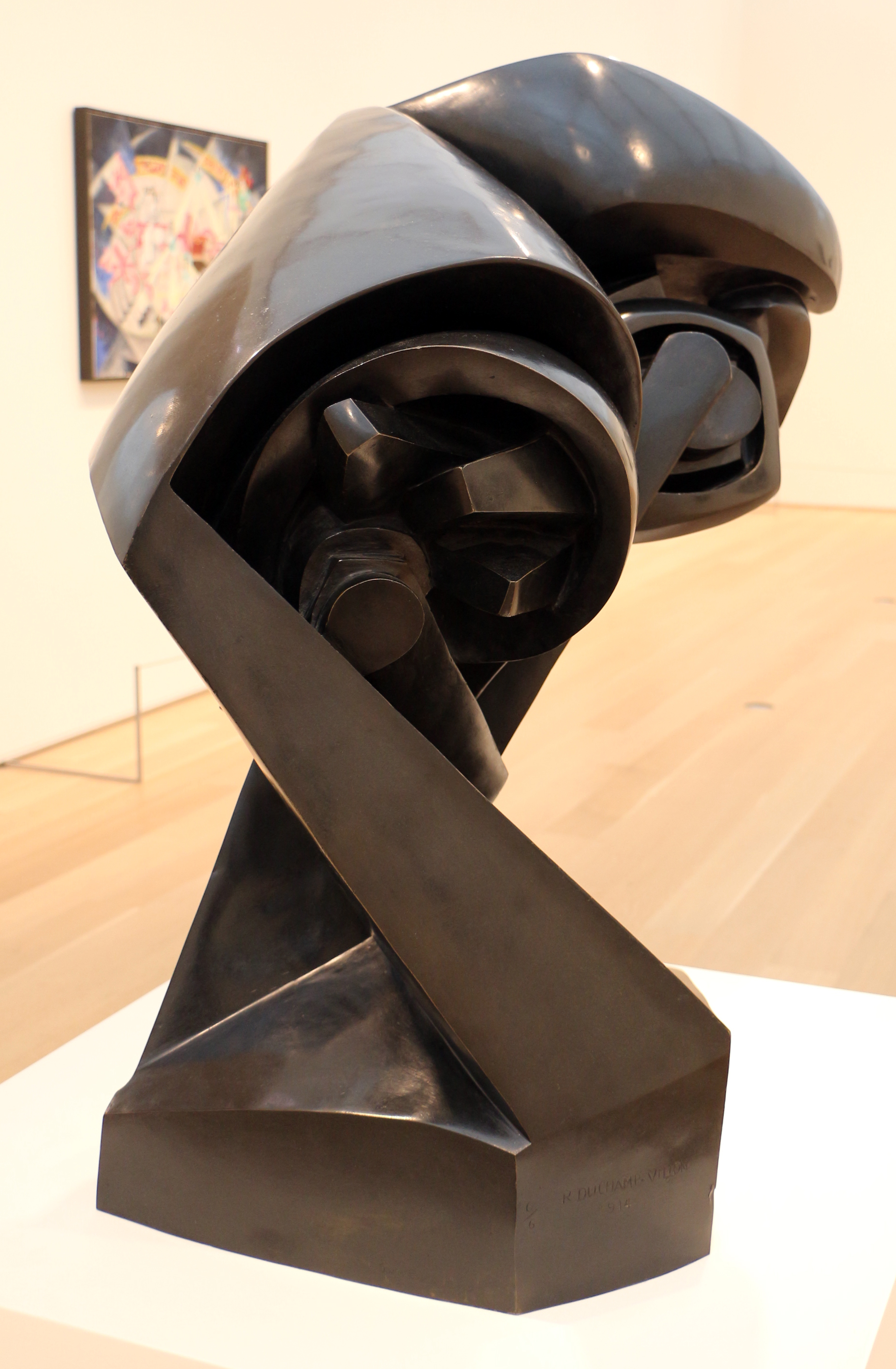
Art Institute of Chicago
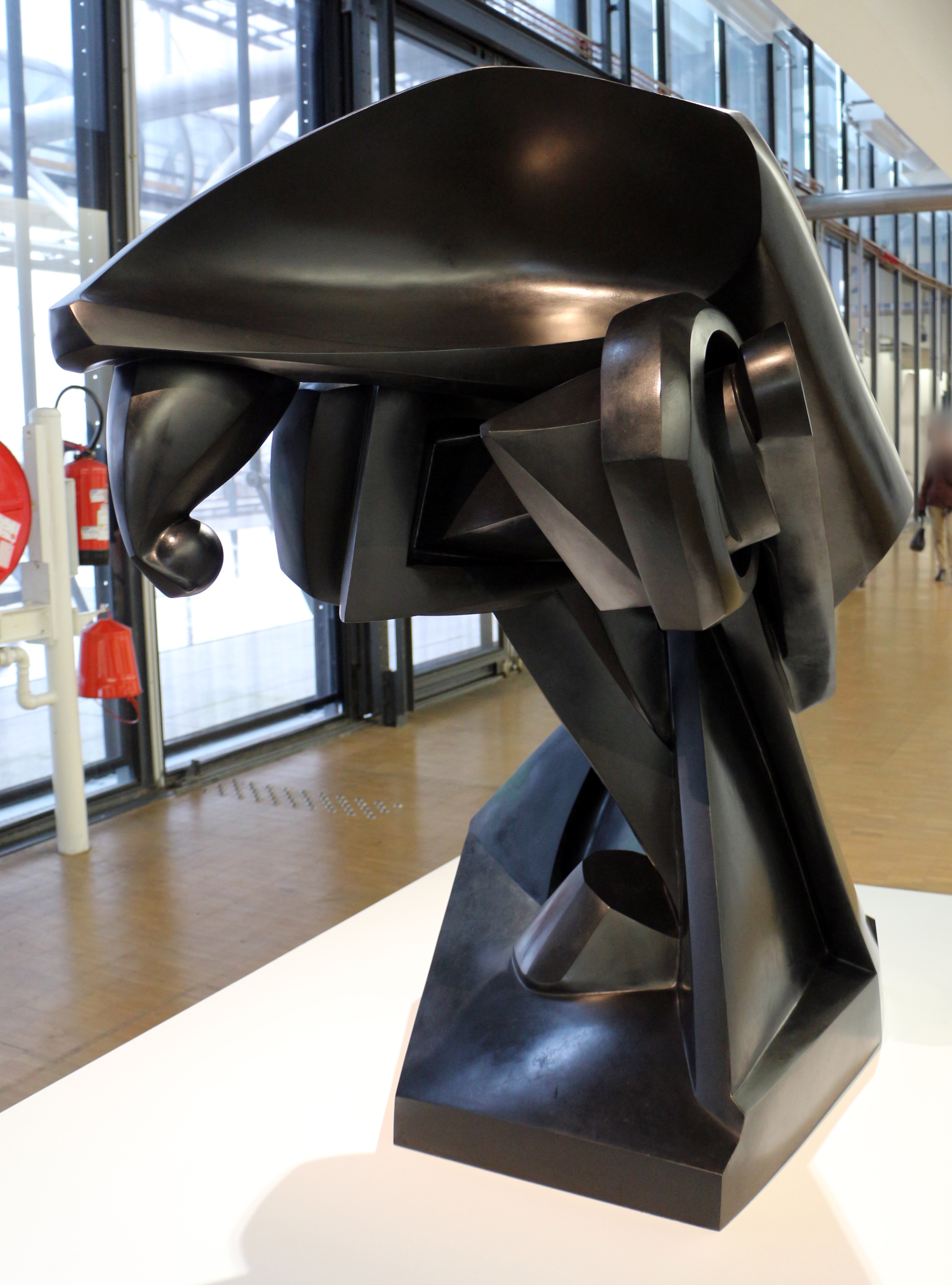
Musée national d'art moderne
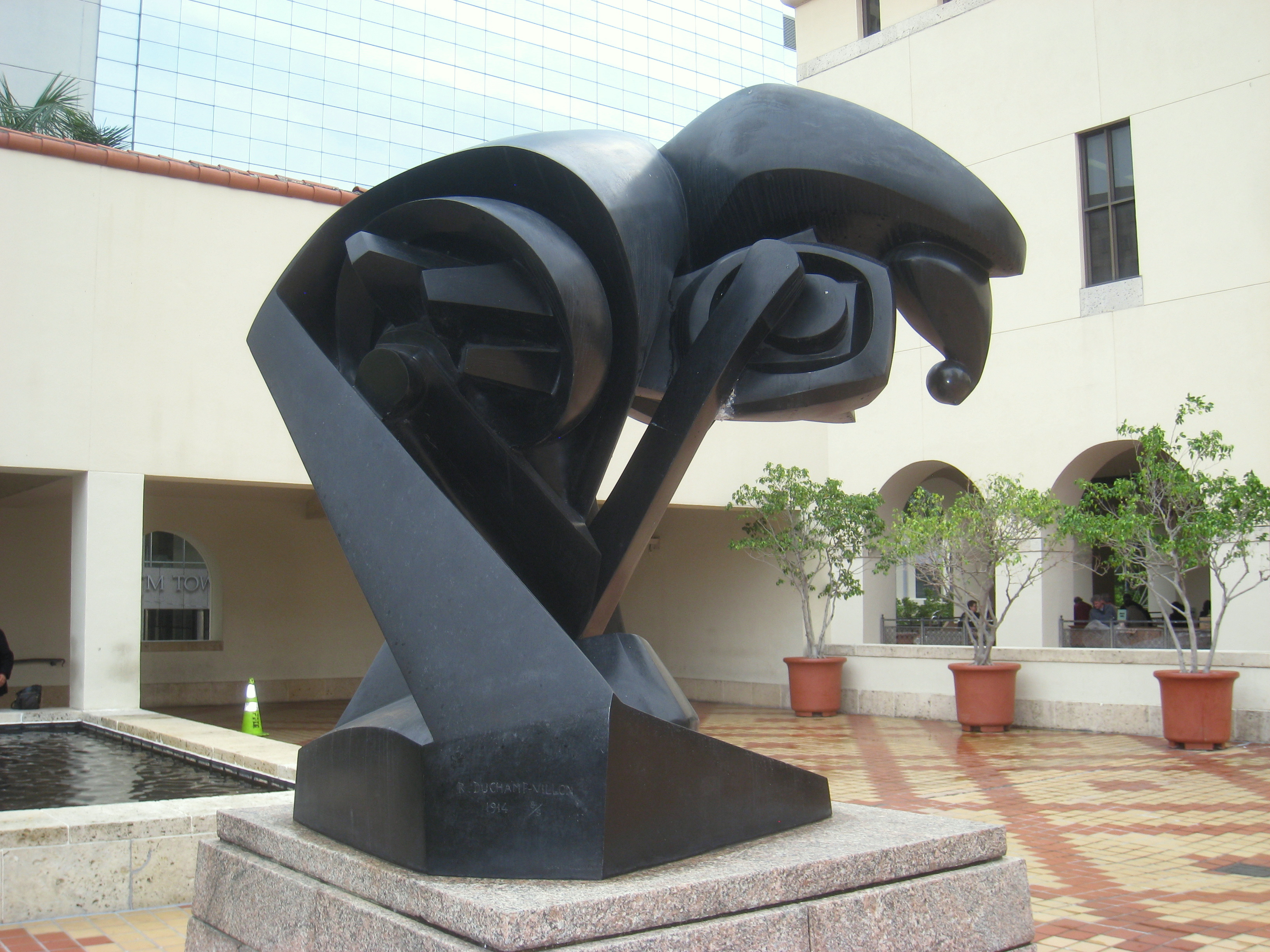
Miami Art Museum
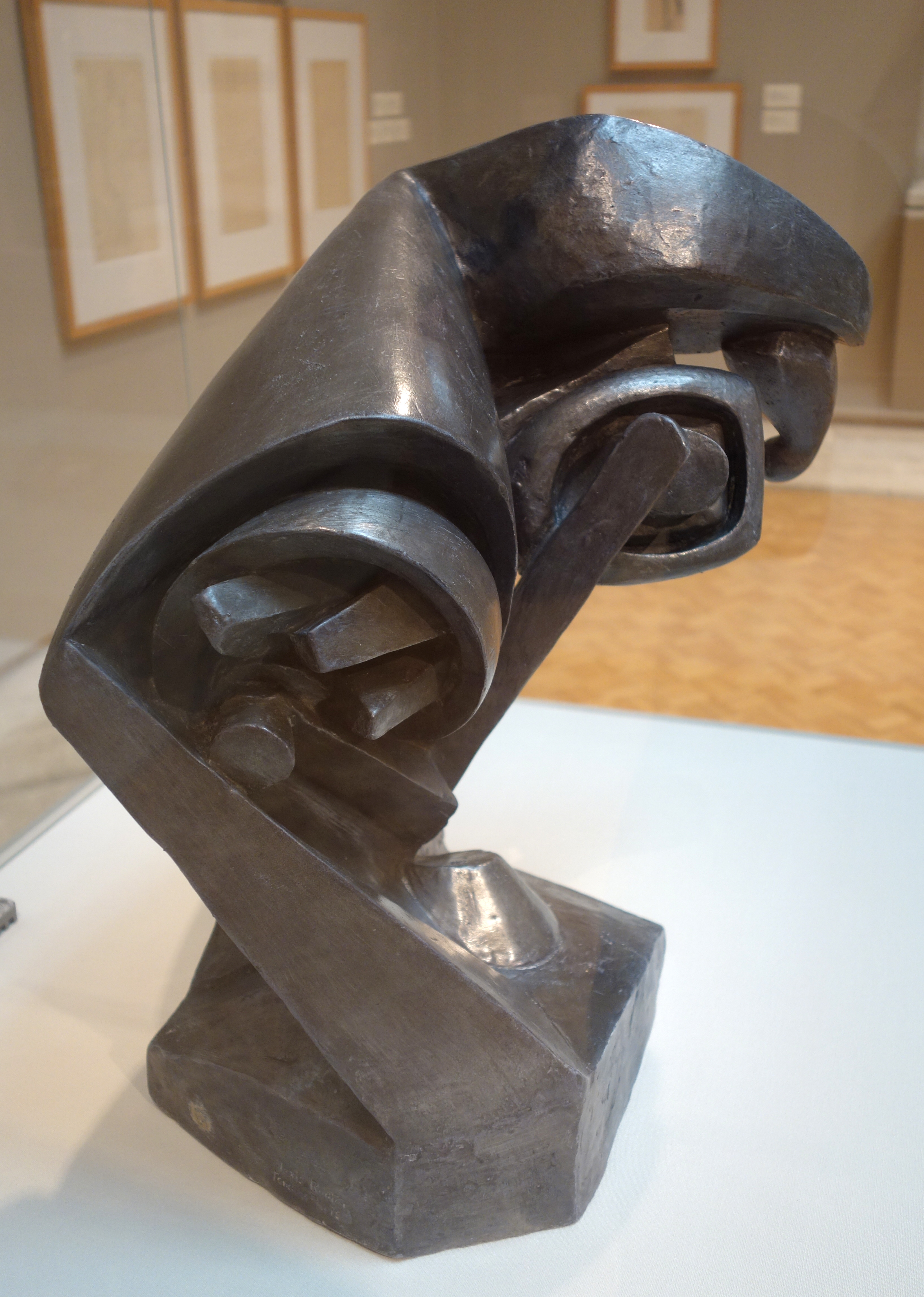
Chazen Museum of Art
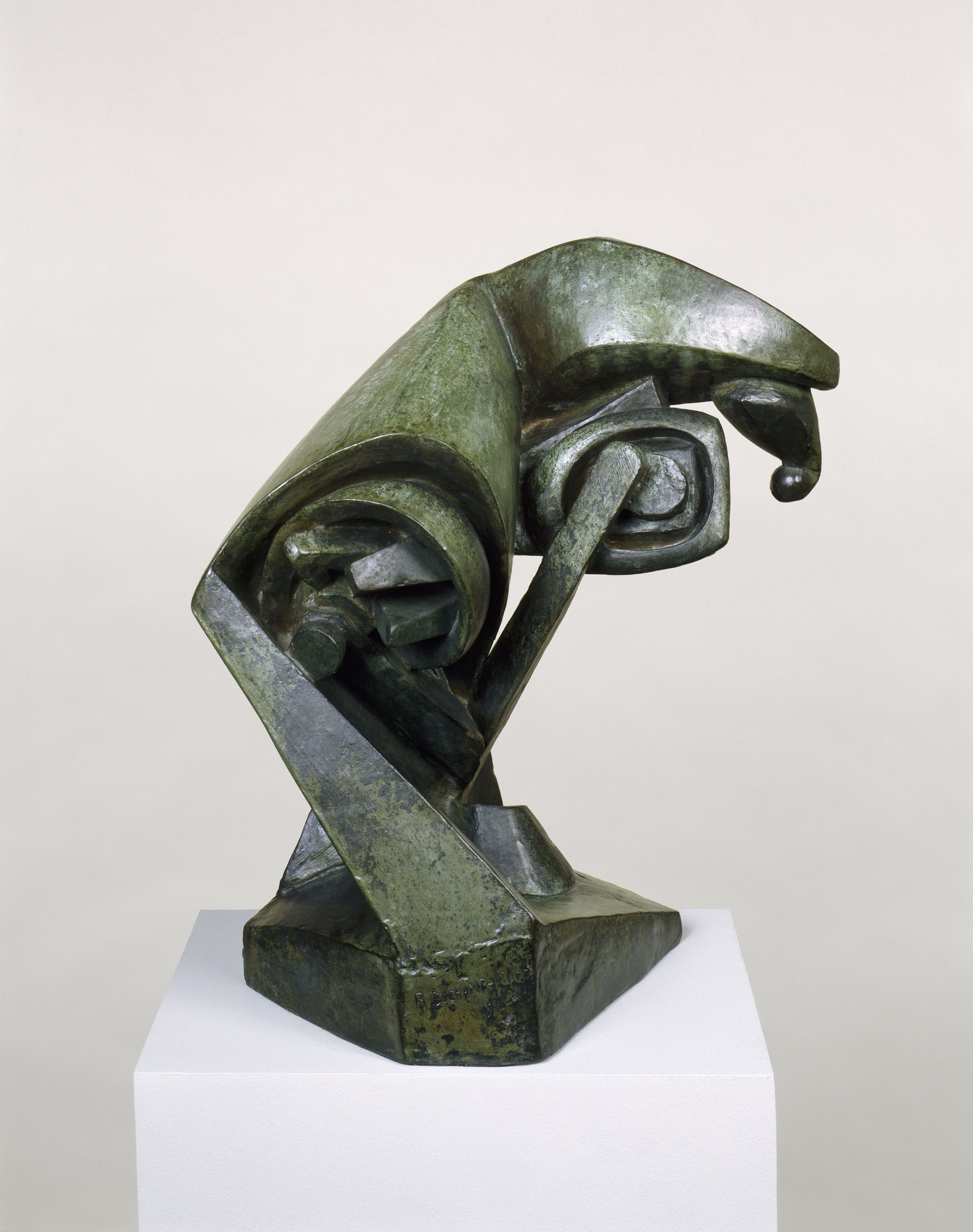
Muzeum Guggenheima w Nowym Jorku, brąz pokryty patyną